# گورستان خضر ۲
گورستان خضر ۲ مربوط به دوره عیلامیان است و در شهرستان پل‌دختر، بخش مرکزی، دهستان جایدر، ۲ کیلومتری جنوب غرب روستای چم مهر واقع شده و این اثر در تاریخ ۲۸ اسفند ۱۳۸۵ با شمارهٔ ثبت ۱۸۴۳۳ به‌عنوان یکی از آثار ملی ایران به ثبت رسیده است.